# Damernas individuella tävling i modern femkamp vid olympiska sommarspelen 2012
Modern femkamp för damer vid olympiska sommarspelen 2012 avgjordes lördagen den 12 augusti 2012. Laura Asadauskaitė från Litauen vann, och satte ett nytt olympiskt rekord.

## Medaljörer
| Spel  | Guld                       | Silver                         | Brons                  |
| Damer | Laura Asadauskaitė Litauen | Samantha Murray Storbritannien | Yane Marques Brasilien |

## Tävlingsformat[3]
Damernas moderna femkamp avgjordes under en dag - den 12 augusti 2012.
Fäktning
Alla deltagare möter varandra, dvs. 35 matcher per idrottare. För att vinna en match krävs att deltagaren får in en träff på motståndaren inom en minut, misslyckas båda med detta räknas matchen som en förlust för båda. En idrottare som vinner 70% (25 av 35) av sina matcher erhåller 1000 poäng. En ytterligare seger ger +24 poäng medan varje förlust under gränsen ger -24 poäng. Teoretisk maxpoäng för fäktningen är alltså 1240 poäng.
Simning
Deltagarna delas upp i heat beroende på sina bästa resultat under det senaste året. Om sträckan, som är 200 meter frisim, simmas på 2:30 belönas det med 1000 poäng. För varje 33 hundradelar över eller under denna tid adderas/subtraheras fyra poäng.
Ridsport
Deltagarna startar med 1200 poäng. Avdrag görs för rivning (-20 poäng), vägran att hoppa (-40 poäng) och fall (-60 poäng). Dessutom görs avdrag om maxtiden överträds (-4 poäng per sekund). Om deltagaren tar mer än två gånger så lång tid som maxtiden tillåter ger detta 0 poäng för grenen.
Kombinerad
Deltagarna startar enligt sina tidigare intjänade poäng, 4 poängs försprång ger 1 sekund. Idrottarna springer till skjutbanan och träffa fem gånger, detta följs av 1000 meter löpning och proceduren upprepas tre gånger.
Den idrottare som korsar mållinjen först efter den kombinerade grenen är olympisk mästare.

## Program
Alla tider anges i lokal tid (UTC+1)
11 augusti 2012
- 08:00 - Fäktning
- 12:35 - Simning
- 14:35 - Ridsport
- 18:00 - Kombinerad (löpning samt skytte)

## Resultat
Följande idrottare är de som officiellt tillkännagetts av det internationella förbundet för herrarnas moderna femkamp.
| Placering | Idrottare                      | Fäktning Vinster (poäng) | Simning Tid (poäng) | Ridning Tid (poäng) | Kombinerat Tid (poäng) | Total     |
| --------- | ------------------------------ | ------------------------ | ------------------- | ------------------- | ---------------------- | --------- |
| 1         | Laura Asadauskaitė (LTU)       | 23 (952)                 | 2:18,67 (1136)      | 72,26 (1180)        | 11:55,64 (2140)        | 5408 (OR) |
| 2         | Samantha Murray (GBR)          | 18 (832)                 | 2:08,20 (1264)      | 80,27 (1140)        | 12:00,59 (2120)        | 5356      |
| 3         | Yane Marques (BRA)             | 21 (904)                 | 2:12,39 (1212)      | 77,71 (1152)        | 12:12,08 (2072)        | 5340      |
| 4         | Margaux Isaksen (USA)          | 22 (928)                 | 2:18,53 (1140)      | 61,56 (1120)        | 11:54,51 (2144)        | 5332      |
| 5         | Chen Qian (CHN)                | 21 (904)                 | 2:17,77 (1148)      | 85,30 (1120)        | 11:52,20 (2152)        | 5324      |
| 6         | Anastasija Prokopenko (BLR)    | 15 (760)                 | 2:32,87 (1020)      | 73,16 (1140)        | 11:06,00 (2336)        | 5256      |
| 7         | Chloe Esposito (AUS)           | 14 (736)                 | 2:12,28 (1216)      | 76,74 (1156)        | 11:55,40 (2140)        | 5248      |
| 8         | Jeļena Rubļevska (LAT)         | 25 (1000)                | 2:26,93 (1040)      | 81,41 (1136)        | 12:17,22 (2052)        | 5228      |
| 9         | Natalya Coyle (IRL)            | 19 (856)                 | 2:19,17 (1132)      | 72,20 (1160)        | 12:12,45 (2072)        | 5220      |
| 10        | Iryna Chochlova (UKR)          | 18 (832)                 | 2:16,22 (1168)      | 72,90 (1200)        | 12:32,44 (1992)        | 5192      |
| 11        | Melanie McCann (CAN)           | 19 (856)                 | 2:21,56 (1104)      | 72,20 (1180)        | 12:20,23 (2040)        | 5180      |
| 12        | Gintarė Venčkauskaitė (LTU)    | 10 (640)                 | 2:16,88 (1160)      | 69,57 (1160)        | 11:36,63 (2216)        | 5176      |
| 13        | Sylwia Gawlikowska (POL)       | 17 (808)                 | 2:17,35 (1152)      | 78,78 (1148)        | 12:15,27 (2060)        | 5168      |
| 14        | Miao Yihua (CHN)               | 20 (880)                 | 2:19,31 (1132)      | 81,87 (1136)        | 12:26,31 (2016)        | 5164      |
| 15        | Lena Schöneborn (GER)          | 19 (856)                 | 2:19,76 (1124)      | 92,43 (1052)        | 11:58,18 (2128)        | 5160      |
| 16        | Aya Medany (EGY)               | 20 (880)                 | 2:18,70 (1136)      | 79,27 (1124)        | 12:31,92 (1996)        | 5136      |
| 17        | Jekaterina Churaskina (RUS)    | 18 (832)                 | 2:29,07 (1012)      | 68,81 (1160)        | 11:59,04 (2124)        | 5128      |
| 18        | Amélie Cazé (FRA)              | 19 (856)                 | 2:11,33 (1224)      | 74,59 (1180)        | 13:08,71 (1848)        | 5108      |
| 19        | Katarzyna Wójcik (POL)         | 16 (784)                 | 2:20,94 (1112)      | 62,74 (1140)        | 12:17,69 (2052)        | 5088      |
| 20        | Adrienn Tóth (HUN)             | 24 (976)                 | 2:17,32 (1156)      | 72,35 (1100)        | 13:06,33 (1852)        | 5084      |
| 21        | Mhairi Spence (GBR)            | 19 (856)                 | 2:16,51 (1164)      | 81,85 (1096)        | 12:46,23 (1936)        | 5052      |
| 22        | Natálie Dianová (CZE)          | 17 (808)                 | 2:13,78 (1196)      | 86,79 (1056)        | 13:33,61 (1988)        | 5048      |
| 23        | Viktorija Teresjtjuk (UKR)     | 14 (736)                 | 2:16,07 (1168)      | 88,64 (1068)        | 12:24,64 (2024)        | 4996      |
| 24        | Yang Soo-Jin (KOR)             | 14 (736)                 | 2:17,93 (1148)      | 65,98 (1120)        | 12:40,71 (1960)        | 4964      |
| 25        | Claudia Cesarini (ITA)         | 15 (760)                 | 2:22,77 (1088)      | 89,15 (1044)        | 12:25,66 (2020)        | 4912      |
| 26        | Annika Schleu (GER)            | 12 (688)                 | 2:20,01 (1120)      | 74,16 (1140)        | 12:46,04 (1936)        | 4884      |
| 27        | Sabrina Crognale (ITA)         | 20 (880)                 | 2:24,24 (1072)      | 78,56 (1128)        | 13:27,22 (1772)        | 4852      |
| 28        | Suzanne Stettinius (USA)       | 11 (664)                 | 2:22,29 (1096)      | 71,40 (1120)        | 12:42,84 (1952)        | 4832      |
| 29        | Donna Vakalis (CAN)            | 17 (808)                 | 2:22,19 (1096)      | 104,64 (844)        | 12:10,03 (2080)        | 4828      |
| 30        | Shino Yamanaka (JPN)           | 7 (568)                  | 2:30,36 (996)       | 76,02 (1136)        | 11:58,56 (2128)        | 4828      |
| 31        | Elodie Clouvel (FRA)           | 15 (760)                 | 2:09,87 (1244)      | 90,63 (1060)        | 13:44,50 (1704)        | 4768      |
| 32        | Hanna Vasiljonak (BLR)         | 16 (784)                 | 2:32,87 (968)       | 101,92 (1016)       | 12:49,61 (1924)        | 4692      |
| 33        | Sarolta Kovács (HUN)           | 11 (664)                 | 2:08,11 (1264)      | DNF (420)           | 12:43,69 (1948)        | 4396      |
| 34        | Narumi Kurosu (JPN)            | 8 (592)                  | 2:22,39 (1092)      | 144,18 (704)        | 13:52,94 (1672)        | 4060      |
| 35        | Jevdokija Gretjisjnikova (RUS) | 22 (928)                 | 2:26,75 (1040)      | DNF (0)             | 12:59,87 (1884)        | 3852      |
| 36        | Tamara Vega (MEX)              | 16 (784)                 | 2:18,72 (1136)      | DNF (460)           | DNS (0)                | 2380      |